# Pavoclinus litorafontis
Pavoclinus litorafontis is een straalvinnige vissensoort uit de familie van beschubde slijmvissen (Clinidae). De wetenschappelijke naam van de soort is voor het eerst geldig gepubliceerd in 1965 door Mary-Louise Penrith.
De soort werd ontdekt nabij Strandfontein in Zuid-Afrika; vandaar de naam litorafontis (van het Latijnse woord voor strand, litus, en fontein, fons).